# 니니 뭐하니?
《니니 뭐하니?》는 스튜디오 반달이 제작한 대한민국 교육용 애니메이션으로, 2022년 7월 14일부터 10월 13일까지 1기가 매주 목요일 오후 5시 15분에 방영했다가, 2기는 2024년 4월 3일부터 7월 10일까지 KBS 2TV에서 매주 수요일 오후 5시 15분에 방영했다.

## 방송 일시
| 방송 채널 | 방송 일자                   | 방송 시간 |
| --------- | --------------------------- | --------- |
| KBS 2TV   | 2022년 7월 14일 ~ 10월 13일 | 종료      |
| KBS 2TV   | 2024년 4월 3일 ~ 7월 10일   | 종료      |

## 줄거리
식성도, 생김새도, 피부색도, 성격도 모두 다른 각양각색 공룡이 모인 공룡학교. 사고뭉치 꼬마공룡들의 말썽과 선생님의 유익한 수업이 펼쳐지는 학교생활!! 다양한 문화를 가진 공룡들이 학교라는 공간을 통해 우정과 협동심을 키워간다.

## 등장 인물
등장인물의 설명은 공식 누리집에 있는 내용을 바탕으로 했다.
- 니니

이 이야기의 주인공으로, 말괄량이지만 지도력이 있다.
- 디노

니니의 오빠다. 소심하고 겁이 많다. 엄마와 떨어져야 하는 학교 생활이 두렵기만 하다. 여동생인 니니에게 많이 의지한다.
- 스통

단순무식에 먹는 것을 좋아한다.
- 아파토

덩치와 달리 부끄러움이 많다. 다른 공룡보다 목이 긴 것이 자랑거리다.
- 샌디

어른스러운 '척'만 하는 허당으로 심심하고 따분한 것을 싫어한다.
- 둥가 주니어

잠꾸러기로 조금 모자란 듯하지만 순수함이 매력인 귀염둥이다.
- 팡

긍정의 상징으로 학교 분위기의 조성자다.
- 그 밖
  - 공룡 학교의 교장 선생님
  - 마마루(니니와 디노의 엄마)
  - 올리(공룡 학교의 교사)

## 목소리 출연
- 방시우: 니니, 둥가 주니어
- 남도형: 디노, 교장 선생님
- 민승우: 스통, 아파토
- 김예림: 샌디,  팡, 마마루(니니와 디노의 어머니), 올리(교사)

## 제작진
- 책임프로듀서: 김자현, 손수희(2기)
- 프로듀서: 이순주, 황정연(2기)
- 기획: 김지인
- 기획/제작/원작: STUDIO VANDAL
- 총감독: 류수환
- 애니메이션 제작: 스튜디오반달
- 기획 프로듀서: 장재원, 정용훈 김성대(2기)
- 해외배급 및 마케팅: 김지인(1,2기)
- 캐릭터 디자인: 류수환(1,2기)
- 애니메이션 스타일 가이드: 정수우
- 시나리오: 김성대
- 스토리보드: 박주희, 태혜빈 유가현(2기)
- 아트디렉터: 조세민 김나윤, 유가현(2기)
- 콘셉트 디자인: 정수우, 김보람, 박주희, 조세민, 박새얀, 태혜빈 김나윤, 박세단(2기)
- 배경 디자인: 박주희, 조세민, 박새얀 김나윤, 박세단, 유가현(2기)
- 애니메이션: 백지숙, 공순택1,2기, 박큰재 2기 김나경, 이문영, 김선영, 김주영, 박주희, 홍진철
- 촬영팀장: 윤정현
- 편집 및 합성 최종검수: 강인철, 이지한, 오수빈, 홍관우 공순택(1, 2기), 박큰재, 김영은(2기)
- 캐릭터상품 디자인기획: 윤희정, 강효주, 홍현주 김금미, 김나윤(2기)
- 애니메이션 운영 및 회계: 이수빈, 신지윤 김성대(2기)
- 대본: 김성대
- 녹음연출 및 기획: 이태준
- 녹음: Jay's media 정서현 정은희(2기)
- 작사: 이성장, 김성대, 이태준(2기)
- 작곡: 이성장, 이태준(2기)
- 노래: 서가영
- 믹싱: 정서현, 이충효, 정은희(2기)
- 음향효과: 김병찬(1,2기)
- 제작지원: 한국콘텐츠진흥원
- 홈페이지 제작: KBS미디어 김하늘
- 종합편집: 정혜원, 이수은
- 자막디자인: 황은서
- 조연출: 차한결
- 연출: 이순주 황정연(2기)
- 기획: KBS
- 제작: ANIMATION STUDIO VANDAL
- 저작권: Copyright © 2022 ~ 2024 Studio VANDAL Co., Ltd. All rights reserved.

## 방영 목록

### 1기
| 회차       | 주제                         | 방송 일자        |
| ---------- | ---------------------------- | ---------------- |
| 1화        | 학교 가는 길은 너무 힘들어   | 2022년 7월 14일  |
| 2화        | 자기소개를 해요              | 2022년 7월 21일  |
| 3화        | 짝꿍을 바꿔주세요            | 2022년 7월 28일  |
| 4화        | 화장실에 가고 싶어요         | 2022년 8월 4일   |
| 5화        | 나비를 잡아요                | 2022년 8월 11일  |
| 6화        | 미술수업, 준비물을 잘 챙겨요 | 2022년 8월 18일  |
| 7화        | 맛있는 점심, 골고루 먹어요   | 2022년 8월 25일  |
| 8화        | 소프라노가 사라졌어요        | 2022년 9월 1일   |
| 9화        | 첨벙첨벙 수영수업을 해요     | 2022년 9월 8일   |
| 10화       | 화분을 키워요                | 2022년 9월 15일  |
| 11화       | 결석한 디노의 병문안을 가요  | 2022년 9월 29일  |
| 12화       | 꿈나라 히어로 둥가맨         | 2022년 10월 6일  |
| 최종화(13) | 쓱싹쓱싹 공룡학교를 청소해요 | 2022년 10월 13일 |

### 2기
| 회차       | 주제                           | 방송 일자       |
| ---------- | ------------------------------ | --------------- |
| 1화        | 부모님 초청 수업               | 2024년 4월 3일  |
| 2화        | 보물을 찾아요                  | 2024년 4월 17일 |
| 3화        | 오빠는 괴로워                  | 2024년 4월 24일 |
| 4화        | 어른이 되고 싶어요             | 2024년 5월 1일  |
| 5화        | 생일파티를 하고 싶어요         | 2024년 5월 8일  |
| 6화        | 스통은 과자사랑은 못 말려      | 2024년 5월 22일 |
| 7화        | 숙제를 도와줘요                | 2024년 5월 29일 |
| 8화        | 키를 재요                      | 2024년 6월 5일  |
| 9화        | 방과후 음악 교실               | 2024년 6월 12일 |
| 10화       | 동생을 갖고 싶어요             | 2024년 6월 19일 |
| 11화       | 날지 못해도 괜찮아요           | 2024년 6월 26일 |
| 12화       | 내 꿈은 구조대원               | 2024년 7월 3일  |
| 최종화(13) | 공룡학원의 방학식, 잠시만 안녕 | 2024년 7월 10일 |

## 결방 및 편성안내
- 2024년 4월 10일: 제22대 국회의원 선거의 공휴일 관계로 인해 결방되었다.
- 2024년 5월 15일: 부처님 오신 날의 공휴일 관계로 인해 결방되었다.